# エルミラ・ガリンド
（エルミラ・ガリンド・デ・トペテとしても知られる）エルミラ・ガリンド（1886年6月2日-1954年8月18日）はメキシコのフェミニストで作家であった。多くの急進的なフェミニスト問題、主に学校における性教育や女性の参政権、離婚の初期の支援者であった。メキシコのカトリック教がフェミニストの努力を妨げていると主張する最初のフェミニストの一人で、メキシコで選挙に出馬した最初の女性であった。

## 前半生
エルミラ・ガリンド・アコスタはロサリオ・ガリンドとエルミラ・アコスタの下に1886年6月2日にドゥランゴ州レルドで生まれた。ビリャレルドで教育を受け始め、英語やスペイン語同様に会計や速記、電信術、タイピングを学びにチワワ州の産業学校に通った。13歳で家に戻り、子供達に速記とタイピングの個人授業を行った。1911年、メキシコシティに引っ越した。

## 一代記
メキシコシティに着くと、ガリンドは自由主義クラブに加わり、ポルフィリオ・ディアスに対するロビー活動をしながらベヌスティアーノ・カランサの著名な支援者になった。首都への帰還を歓迎する演説をする際にベヌスティアーノ・カランサに見出された。その際ベラクルス州で共に働く機会を提供した。ガリンドはカランサの私設秘書になり、メキシコ女性の権利と自由主義思想のための支援を再編成し続けた。カランサはカランサの出身州コアウイラ州やサン・ルイス・ポトシ州やヌエボ・レオン州同様にメキシコ南部のタバスコ州やカンペチェ州、ユカタン州や伝統的に自由主義的なベラクルス州でフェミニズム宣伝を行うことを認めてガリンドの努力を支援した。カランサは周辺のラテンアメリカで自身の政策を宣伝するためにキューバとコロンビアにおける代表にガリンドを任命もした。

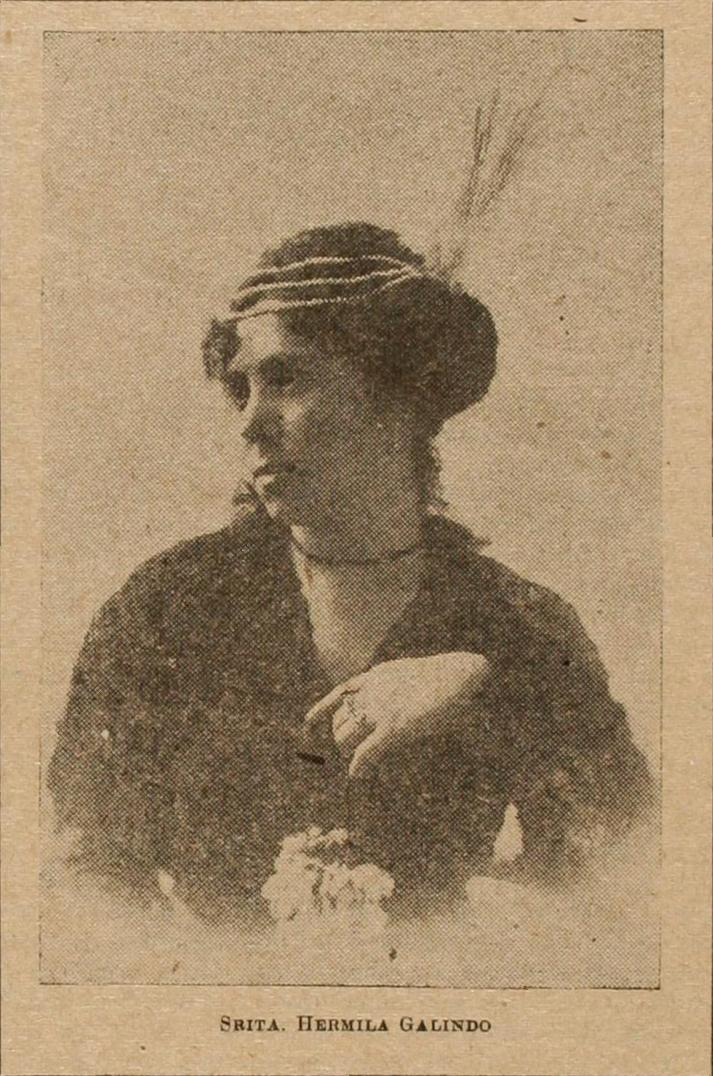
エルミナ・ガリンド、日付のない写真

1915年、La Mujer Moderna（『現代女性』）という雑誌を創刊した。フェミニズムの考えを討論する評論と共にカランサを支援する宣伝誌として機能した。仕事の殆ど全てがある方法でカランサの政治運動を助けるものであった。雑誌はカトリック教会と教会の管理方法への非難を表す記事も特集した。教会と女性の視点についてはっきりと語った最初のフェミニストの一人であった。ガリンドはガリンドと同じ問題の為に戦っていたスペイン出身のこの女性の多くと共に多くの記者やフェミニストと協同した。雑誌や記事から傑出した最も有名な女性は、マリーア・ルイサ・デ・ラ・トレ・デ・オテロ、クラリサ・P・デ・トレス、フリア・D・フェブレス・カントーン・ブダ・デ・パロメケ、ミカエラ・ロサド・デ・P、ボリビア・M・デ・リバス、ロサリオ・リバス・エルナーンデス、マリーア・パチェコ、アルテミサ・N・サンス・ロヨ、ルス・カルバである。雑誌はLa Mujer Modernaという題であったが、依然として自身の仕事に男性記者を含めていた。結局少なくとも5冊の本に加えてカランサの一代記を書いた。その一冊Un presidenciable: el general Don Pablo Gonzalezはカランサ大統領時代のメキシコ革命期に将軍であったパブロ・ゴンサーレス・ガルサ将軍について書かれたものであった。カランサへの支援は、フェミニズム雑誌を含めて仕事の全てがカランサに関わったために、非常に明白であった。
当時性教育と女性の性的関心は非常に過激であるとみなされていた。平等と女性の権利を求める取り組みは、議論の余地があると見られていた。ガリンドは参加しなかった1916年のフェミニスト議会で、カランサ担当の教育行政官セーサル・ゴンサーレスは、ガリンドがメキシコの男性の二重規範を攻撃する声明を読んだ。この声明が読まれると、保守的な女性団体は、防衛策に打って出、女性の伝統的な役割を支持し女性の教育に反対する声明で反論した。
カランサはガリンドが1917年の憲法制定議会に女性の平等のための提案をすることを認めたが、この項目は最終議題から削除された。カランサに対するガリンドの強力な支援は、社会革命を引き起こすカランサとカランサの潜在能力に対する敬愛の念を表す著作に明らかであった。カランサを通じて女性は選挙権を得て社会改革への希望があるとガリンドは信じた。最後にカランサは約束した変革を行うことに失敗した。その代わりに汚職の為にガリンドを幻滅させる革命の敵と見られた。
1917年3月2日、自ら行動を起こしメキシコシティの第5選挙区の代表になる候補者として登録した。歴史学者のガブリエラ・カノは、「メキシコで女性が選挙の選択肢として取り組むのは初めてであった」と報告した。一部の記録はガリンドが過半数を占めたことを示しているが、女性を禁じる法律に従っただけだと主張して選挙団体はこの結果を拒否した。ガリンドはこの拒否を受け入れたが、その目的が女性を選ぶことができ女性が公の場所で働けるようにすべきだということを公に示すことにあったことを明らかにした。
1923年、ガリンドはタバスコ州のフェミニスト議会に出席し、カンペチェやタバスコ、ベラクルス、ユカターンで革命団体を数個組織した。後にこの年に結婚し、政治的な関わりを終えた。
1954年8月18日にメキシコシティで死去した。

## 賛辞
2018年6月2日に132歳の誕生日に当たりガリンドはGoogle Doodleにより栄誉を授けられた。
2020年11月20日にガリンドはメキシコの新しい1000ペソ紙幣に加えられた。

## 選り抜き作品
- La Mujer moderna (1915–1919) (in Spanish)
- Estudio de la Srita. Hermila Galindo : con motivo de los temas que han de absolverse en el Segundo Congreso Feminista de Yucatán, Noviembre 20 de 1916 (1916) (in Spanish)
- La doctrina Carranza y el acercamiento indo-latino (1919) (in Spanish)
- Un presidenciable: el general Don Pablo Gonzalez (1919) (in Spanish)
- "Mi grano de arena en esa hermosa labor." in La doctrina Carranza y el acercamiento indolatino, pp. 159–67. Mexico 1919.

## 参照
1. 1 2 3 4 5 6  Vargas Garza, José Jesús (2014年3月9日). “Hermila Galindo Acosta” (スペイン語). Torreón, Mexico: El Siglo de Torreón 2015年3月25日閲覧。
2. ↑  Ward M. Morton, Woman Suffrage in Mexico. Gainesville: University of Florida Press 1962, p. 3.
3. 1 2 3 4  Pérez, Emma (1999). The Decolonial Imaginary: Writing Chicanas into History ([Nachdr]. ed.). Bloomington: Indiana University Press. pp. 49. ISBN 0-253-33504-3
4. 1 2 3  Mendieta Altorre, Angeles (1961). “La mujer en la Revolucion Mexicana”. Instituto Nacional de Estudios Historicos de la Revolucion Mexicana.
5. 1 2  “Revolutionary Mexican Women in History and Film Bold Caballeros and Noble Bandidas in American Pop Culture”.   Arizona State University. 2008年11月25日閲覧。
6. 1 2  Cruz Jaimes, Guadalupe (2007年3月8日). “Hermila Galindo, una feminista en la Constituyente de 1917” (スペイン語). Mexico City: Cimac Noticias 2015年3月25日閲覧。
7. ↑  “Hermila Galindo's 132nd Birthday”. Google (2018年6月2日). 2019年9月3日閲覧。
8. ↑  “Historical figures honored on new Mexican 1000 Peso Bank Note”. Mexperience (2020年11月20日). 2022年4月11日閲覧。